# Balsapamba
Balsapamba ist eine Ortschaft und eine Parroquia rural („ländliches Kirchspiel“) im Kanton San Miguel de Bolívar der ecuadorianischen Provinz Bolívar. Die Parroquia besitzt eine Fläche von 118,77 km². Die Einwohnerzahl lag im Jahr 2010 bei 2764.

## Lage
Die Parroquia Balsapamba liegt im Westen der Cordillera Occidental. Das Gebiet liegt in Höhen zwischen 320 m und 3120 m. Es wird vom Río Cristal nach Westen entwässert. Der etwa 890 m hoch gelegene Hauptort befindet sich 16 km westsüdwestlich vom Kantonshauptort San Miguel. Die Fernstraße E491 (Montalvo–San Miguel) führt an Balsapamba vorbei.
Die Parroquia Balsapamba grenzt im Norden an die Parroquias Telimbela und La Magdalena (beide im Kanton Chimbo), im Osten an die Parroquias San Miguel und San Pablo de Atenas, im Süden an die Parroquia Bilován sowie im Westen an die Provinz Los Ríos mit den Parroquias Montalvo und La Esmeralda (beide im Kanton Montalvo).

## Geschichte
Die Parroquia Balsapamba wurde am 6. September 1877 gegründet.